# Gargunnock House

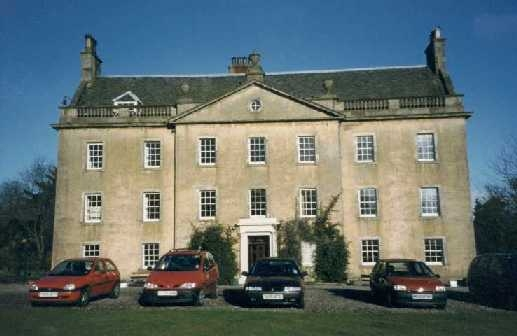
Gargunnock House

Gargunnock House ist ein Herrenhaus nahe der schottischen Ortschaft Gargunnock in der Council Area Stirling. Das Bauwerk wurde 1971 in die schottischen Denkmallisten in der höchsten Denkmalkategorie A aufgenommen. Der zugehörige Taubenturm, die Stallungen sowie die Sonnenuhr sind separat als Kategorie-B-Bauwerke klassifiziert.

## Geschichte
Im Laufe der Jahrhunderte wurde Gargunnock House mehrfach erweitert und überarbeitet. Das älteste Fragment ist ein Tower House mit L-förmigem Grundriss aus dem späten 16. Jahrhundert, das die Setons of Gargunnock erbauten. Im Laufe des 17. Jahrhunderts wurde unter James Campbell, 3. of Glentirran der Westflügel hinzugefügt, sodass ein grob Z-förmiger Grundriss entstand. Im Laufe des 18. Jahrhunderts folgten weitere bauliche Maßnahmen.
1987 wurden die Außenanlagen in das Inventory of Gardens and Designed Landscapes in Scotland aufgenommen.

## Gebäude
Gargunnock House steht isoliert wenige hundert Meter östlich von Gargunnock. Die 1794 entstandene Südfassade des dreistöckigen Herrenhauses ist klassizistisch mit Dreiecksgiebel ausgestaltet. Ursprünglich befand sich im Gebäudeinnenwinkel eine Wendeltreppe. Die heutige Treppe stammt aus dem mittleren 18. Jahrhundert.